# Tony Stuart Willan
Tony Stuart Willan est un historien anglais du début du XXe siècle

## Biographie
Ses travaux ont montré l'importance de la navigation fluviale aux XVIIe et XVIIIe siècles en Grande-Bretagne, et sa grande complémentarité avec le cabotage puis avec la circulation marchande sur les canaux à partir de la seconde partie du XVIIIe siècle.
Il a démontré l'importance révolutionnaire de l'utilisation de la navigation fluviale pour le développement industriel, en particulier dans la région textile du Norfolk, où la ville de Norwich est devenue la capitale de la laine, grâce à un lien avec la mer sans la moindre écluse.
Ses recherches ont aussi montré que de nombreux artisans du XVIIIe siècle ne travaillaient pas seulement à façon mais conservaient en stock des pièces qu'ils ne produisaient pas, afin de les mettre à disposition de clients occasionnels entre deux foires.
Il a également travaillé en profondeur sur l'histoire économique de la Russie et de ses relations avec l'Europe de l'Ouest.